# Камберлендские горы (Великобритания)
Камберле́ндские го́ры (англ. Cumbrian Mountains) — горный массив на западе Великобритании.
Высшая точка массива — гора Скофел-Пайк (978 м). Массив сложен главным образом сланцами и кварцитами палеозоя с мощными гранитными интрузиями. Ярко выражены формы ледникового рельефа, в частности, ледниковые озёра (Уиндермир и другие), приуроченные к линиям тектонических разломов.
Климат в Камберлендских горах влажный, океанический. На склонах располагаются верещатники, луга и торфяники, в долинах произрастают дубово-ясеневые и берёзовые леса. С 1951 года здесь действует национальный парк Лейк-Дистрикт.